# St-Denis (Loubers)

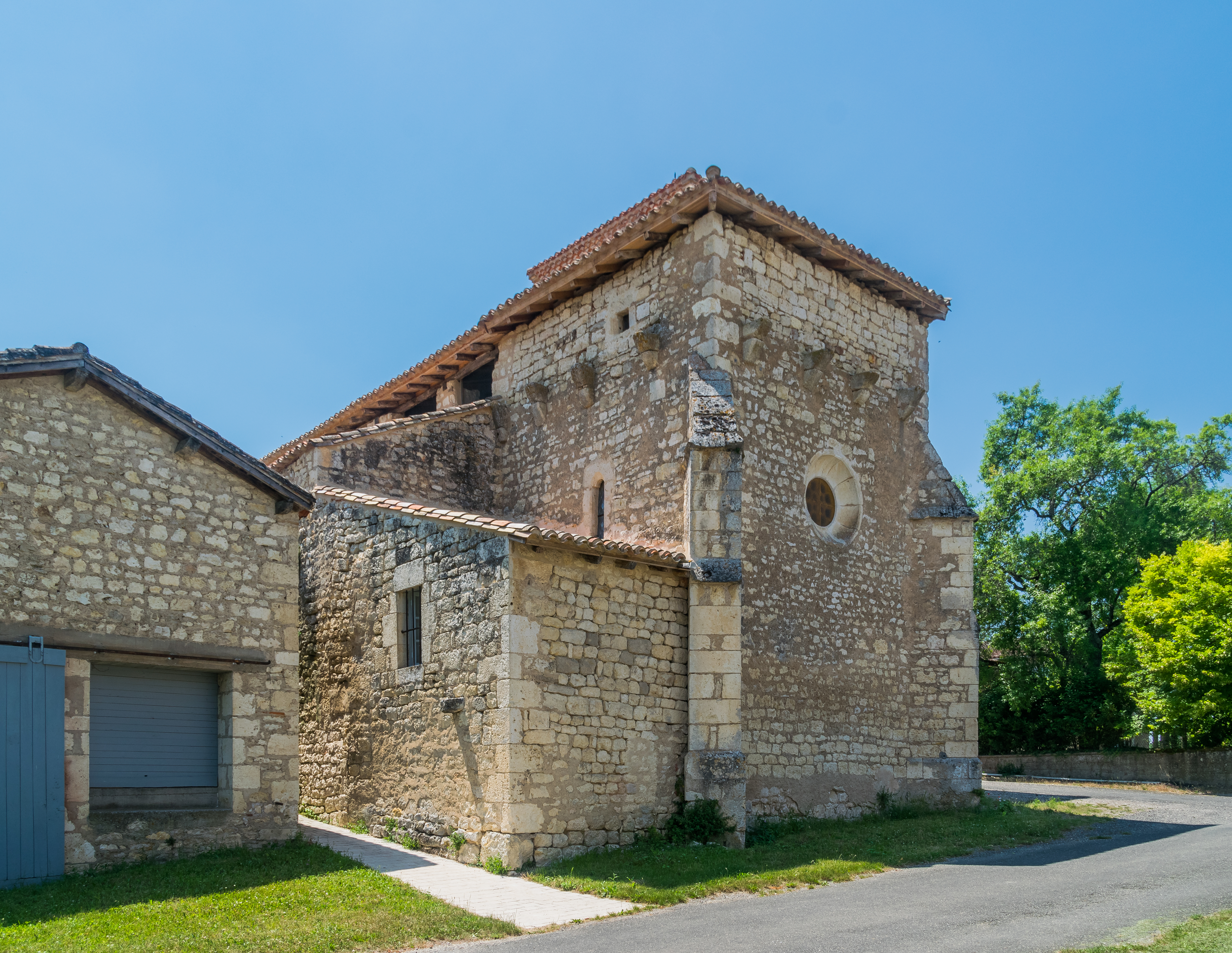
Kirche St-Denis, Blick zum Chor

St-Denis ist eine römisch-katholische Pfarrkirche in Loubers im französischen Département Tarn. Die frühere Wehrkirche ist seit 1978 als Monument historique eingetragen.

## Geschichte
Die dem heiligen Dionysius von Paris geweihte Kirche entstand im Stil der Gotik im 15. und 16. Jahrhundert als einschiffiges Bauwerk mit zwei Seitenkapellen. Der eingezogene quadratische Chor schließt gerade. Im nördlichen Winkel von Langhaus und Chor befindet sich ein Glockenturm.
Aufgrund der erkennbaren Baunaht scheint der Ausbau zur Wehrkirche und die damit verbundene Erhöhung des Gotteshauses zu einem späteren Zeitpunkt, vermutlich wegen der Hugenottenkriege, stattgefunden zu haben. Über dem Langhaus erhebt sich ein überdachtes Wehrgeschoss, während sich rings um den Chorraum Konsolen erhalten haben, die einen Wehrgang trugen.

## Ausstattung
- Christus am Kreuz, Bronze, 12. Jahrhundert, Monument historique[2]